# 음식 에너지
음식 에너지(영어: food energy) 또는 식품 에너지 또는 식품 열량(食品熱量)은 소화를 통해 이용할 수 있는 음식의 에너지의 양을 말한다. 음식 에너지의 값은 킬로칼로리 (kcal)와 킬로줄(kJ)이다.
하나의 음식 칼로리는 소화에 이용할 수 있는 음식 에너지(열)의 양으로 1킬로그램의 물의 온도를 1도 만큼 올려준다.

## 영양표
| 음식 성분                  | 에너지 강도 | 에너지 강도 |
| 음식 성분                  | kJ/g        | kcal/g      |
| -------------------------- | ----------- | ----------- |
| 지방                       | 37          | 9           |
| 에탄올                     | 29          | 7           |
| 단백질                     | 17          | 4           |
| 탄수화물                   | 17          | 4           |
| 유기산                     | 13          | 3           |
| 폴리올 (당 알코올, 감미료) | 10          | 2.4         |
| 섬유질                     | 8           | 2           |

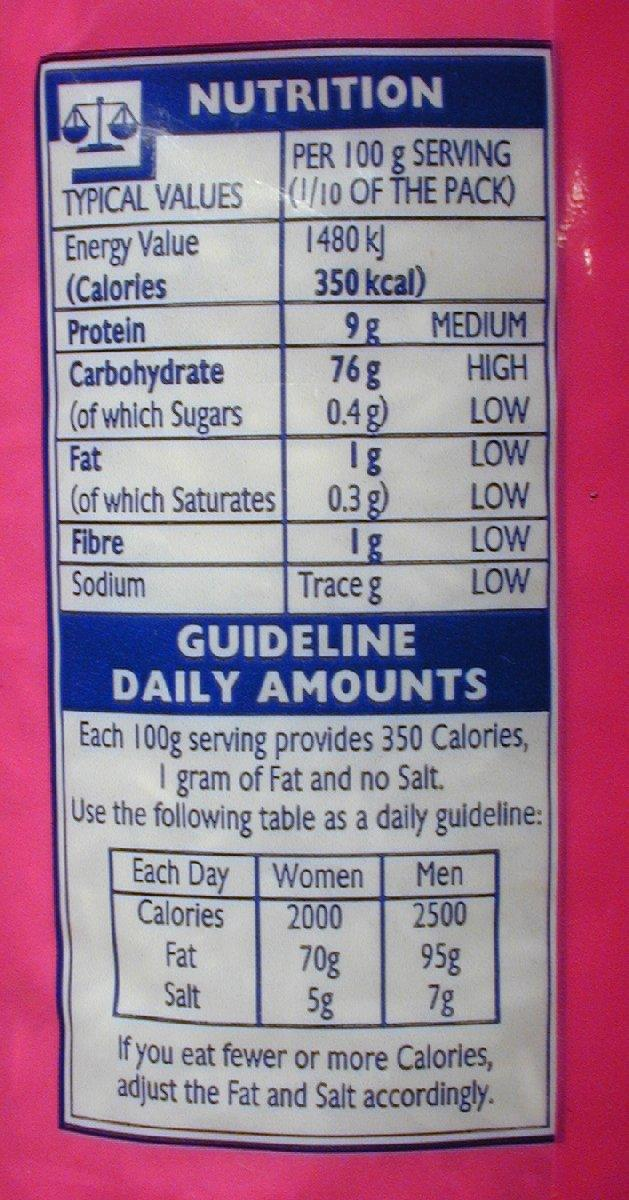
영국에서 바스마티 쌀 포대의 영양분 정보 레이블

다른 음식 성분은 칼로리성이 아니므로 계산에 넣지 않는다.

## 같이 보기
- 먹이 사슬